# Ботичино
Ботичино (итал. Botticino) је насеље у Италији у округу Бреша, региону Ломбардија.
Према процени из 2011. у насељу је живело 9837 становника. Насеље се налази на надморској висини од 140 м.

## Становништво
| 1931. | 1936. | 1951. | 1961. | 1971. | 1981. | 1991. | 2001. | 2011.  |
| ----- | ----- | ----- | ----- | ----- | ----- | ----- | ----- | ------ |
| 4.737 | 5.111 | 5.626 | 6.210 | 7.422 | 8.954 | 9.624 | 9.730 | 10.788 |